# Bogomiltsi
Bogomiltsi (Bulgaars: Богомилци, Turks: Sofular) is een dorp in het noordoosten van Bulgarije, gelegen in de gemeente Samoeil in oblast Razgrad. Het dorp ligt hemelsbreed ongeveer 17 km ten oosten van de stad Razgrad en 290 km ten noordoosten van de hoofdstad Sofia. 

## Bevolking
Het dorp telde in december 2019 276 inwoners, een daling vergeleken met het maximum van 928 personen in 1956.
|  |

Van de 277 inwoners reageerden er 272 op de optionele volkstelling van 2011. Van deze 272 respondenten identificeerden 271 personen zichzelf als Bulgaarse Turken (99,6%), gevolgd door 1 ondefinieerbare respondent (0,4%).
| Etnische samenstelling van de respondenten (2011) | Etnische samenstelling van de respondenten (2011) | Etnische samenstelling van de respondenten (2011) | Etnische samenstelling van de respondenten (2011) | Etnische samenstelling van de respondenten (2011) |
| ------------------------------------------------- | ------------------------------------------------- | ------------------------------------------------- | ------------------------------------------------- | ------------------------------------------------- |
|                                                   |                                                   |                                                   |                                                   |                                                   |
| Bulgaren                                          | Bulgaren                                          |                                                   | 0,0%                                              | 0,0%                                              |
| Turken                                            | Turken                                            |                                                   | 99,6%                                             | 99,6%                                             |
| Roma                                              | Roma                                              |                                                   | 0,0%                                              | 0,0%                                              |
| Anders/Onbekend                                   | Anders/Onbekend                                   |                                                   | 0,4%                                              | 0,4%                                              |

Bogdantsi · Bogomiltsi · Choema · Charsovo · Goljam Izvor · Goljama Voda · Kara Michal · Krivitsa · Nozjarovo · Ptsjelina · Samoeil · Vladimirovtsi · Zdravets · Zjeljazkovets